# Jean de Ronay
Jean de Ronay, chevalier de l'ordre de Saint-Jean de Jérusalem, est nommé grand commandeur de l'Hospital par le supérieur  de L'Hospital de l'ordre de Saint-Jean de Jérusalem, Guillaume de Chateauneuf. Il deviendra lieutenant ad interim de l'Ordre des Hospitaliers,  de 1244 à 1250, pendant la captivité de Guillaume de Chateauneuf.

## Biographie
L'ordre de Saint-Jean de Jérusalem n'ayant plus de supérieur, et en attente de la libération de Chateauneuf, Jean de Ronay, étant l'Hospitalier dans la responsabilité la plus élevée, prend la responsabilité de lieutenant ad interim. Il est confirmé dans ses fonctions, jusqu'au retour de captivité du supérieur en titre, par la l'assemblée générale conventuelle des Hospitaliers en 1245.
En 1249, Jean de Ronay participe à la Septième croisade à la tête des Hospitaliers. Lors de la bataille de Mansourah, quand Robert d'Artois bouscule les Ayyoubides de Baybars pour traverser le Nil, devant Mansourah, les troupes croisées sont suivies par les Hospitaliers de Jean de Ronay et les Templiers de Guillaume de Sonnac.
Dans la prise de Mansourah, si Charles d'Anjou est sauvé de la capture par Saint-Louis, Robert d'Artois, le 8 février 1250, Guillaume de Sonnac et Jean de Ronay, le 11 février 1250, sont tués.
Guillaume de Chateauneuf est libéré huit mois plus tard, le 17 octobre 1250, contre rançon, et reprend la direction des Hospitaliers.

## Bataille de La Forbie
Les chevaliers Hospitaliers, Templiers et Teutoniques, s'allient aux troupes transjordaniennes de Al-Mansur et An-Nasir Dâ'ûd. Cette armée est placée sous les ordres de Gautier IV de Brienne pour combattre les Ayyoubides commandés par Baybars, futur sultan d’Égypte.
Les 17 et 18 octobre 1244, les troupes croisées, environ 1 000 cavaliers et 6 000 piétons, sont engagées dans la bataille de La Forbie qui tourne à l’avantage de Baybars. Celui-ci fit environ 800 prisonniers dont Gautier de Brienne et Guillaume de Chateauneuf. Seuls 280 cavaliers (dont 33 Templiers, 27 Hospitaliers, 3 Teutoniques, Philippe de Montfort et Al-Mansur) et un millier de piétons survécurent à la défaite.

## L'interim de Jean de Ronay
C'est alors que Jean de Ronay prend l’intérim du grand maître, il était grand précepteur de l'Hospital lors de la bataille de Forbie, il devient lieutenant de l'Ordre ad interim en attendant la libération de Guillaume de Chateauneuf.
Seuls les château de Safed et d'Ascalon se défendirent. Ascalon, dont les Hospitaliers avaient la garde, résista à l'attaque de Baybars. Les Khwarezmiens poussent jusqu'au environ de Saint-Jean d'Acre et Jaffa. À l'automne 1245, c'est la prise de Damas par les troupes égyptiennes aidées par les Khwarezmiens, qui mis l’Égypte et la Syrie aux mains de Malik al-Salih Ayyoub. En 1246, les troupes musulmanes se montrent à Ascalon, Saint-Jean d'Acre et château Pèlerin, Tibériade est pris le 16 juin 1247 puis Ascalon tombe.

## La septième croisade
Le secours va venir du roi de France, Louis IX, qui décide de se croiser en décembre 1244, de prendre la mer depuis Aigues-Mortes le 25 août 1248 et débarque à Chypre le 17 septembre 1248. Il arrive avec la reine Marguerite de Provence et les princes de sang, le comte d'Artois et le comte d'Anjou. À Chypre les attend Henri I de Lusignan et les représentants des ordres militaires, le lieutenant des Hospitaliers ad interim, Jean de Ronay, et le grand maître des Templiers Guillaume de Sonnac.
Ils se mirent d'accord pour une attaque contre l'Égypte, Damiette ou Alexandrie, cela obligeait le sultan à diviser ses troupes. Le 5 juin 1249 les troupes débarquent à Damiette, qu'ils occupent dès le lendemain, et attendent le comte de Poitiers jusqu'au 24 octobre. Le 20 novembre les forces se mettent en marche sur Le Caire

## Sources bibliographiques
- Jean Delaville Le Roulx, Les Hospitaliers en Terre Sainte et à Chypre (1100-1310), Elibron Classics, 2005 (1re éd. 1904) (ISBN 1421208431), p. 193-196